# Sigurd Henriksen
Sigurd Henriksen (26 oktober 2004, Bergen) is een Noors langebaanschaatser die met name gespecialiseerd is in de lange afstanden, 5000 en 10.000 meter. Sinds het schaatsseizoen 2022/2023 is hij wereldrecordhouder junioren op de 5000 en 10.000 meter.

## Persoonlijk
Sigurd Henriksen is de jongere broer van voormalig schaatser Sindre Henriksen.

## Records

### Persoonlijke records
| Afstand     | Tijd     | Datum            | Baan      |
| ----------- | -------- | ---------------- | --------- |
| 500 meter   | 38,18    | 21 januari 2023  | Stavanger |
| 1000 meter  | 1.13,11  | 10 februari 2024 | Hachinohe |
| 1500 meter  | 1.48,18  | 10 februari 2023 | Inzell    |
| 3000 meter  | 3.40,61  | 4 februari 2023  | Inzell    |
| 5000 meter  | 6.13,57  | 31 januari 2025  | Milwaukee |
| 10000 meter | 13.01,84 | 26 januari 2025  | Calgary   |

(laatst bijgewerkt: 31 januari 2025)

## Resultaten
| Jaar | EK Allround         | WK Afstanden                | Wereldbeker | WK Junioren                                                                           |
| ---- | ------------------- | --------------------------- | ----------- | ------------------------------------------------------------------------------------- |
| 2022 |                     |                             |             | 11e 1500m · 5000m · 9e massastart · achtervolging                                     |
| 2023 | 8e (9e, 7e, 9e, 6e) | 9e 5000m 7e 10000m          | 9e 5k/10k   | 5e 1500m · 5000m · achtervolging                                                      |
| 2024 |                     |                             | 13e 5k/10k  | 5e allround · 38e 500m · 20e 1000m · 6e 1500m · 5000m · 8e massastart · achtervolging |
| 2025 |                     | 19e 5000m DNF achtervolging | 23e 5k/10k  |                                                                                       |

(#, #, #, #) = afstandspositie op allroundtoernooi (500m, 5000m, 1500m, 10000m).